# Umm al-Quwain
Umm al-Quwain (arapski: أمّ القيوين, umm al-quwwayn, u slobodnom prijevodu "majka dviju snaga") jedan je od emirata Ujedinjenih Arapskih Emirata. Smješten je na sjeveru države i prostire se na površini od 777 četvornih kilometara. Emirat je imao 68.000 stanovnika 2005. godine, što ga je činilo najmanje naseljenim emiratom u federaciji. Prihvaćeni su i nazivi Umm al Qiwain (koji se prije rabio na poštanskim markama), kao i Umm al-Qawain, Umm al-Qaywayn, Umm el-Qiwain, te Umm al-Qaiwain.
Vladar emirata je šeik Saud bin Rashid Al Mu'alla, koji je naslijedio oca 2. siječnja 2009.

## Povijest
Godine 1775. šeik Majid Al Mualla, osnivač vladajuće dinastije Al Mualla iz klana Al `Ali, osnovao je samostalni šeikat u Umm al-Quwainu.
8. siječnja 1820. šeik Abdullah I. potpisao je Opći pomorski ugovor s Ujedinjenom Kraljevinom, prihvaćajući time britanski protektorat kako bi odolio otomanskim Turcima. 
2. prosinca 1971. šeik Ahmad II. udružio je svoj emirat u federaciju sedam emirata - Ujedinjene Arapske Emirate.